# 施元之
施元之（?—?），字德初，吳興（今浙江湖州市）人。
南宋高宗紹興二十四年（1154年）張孝祥榜進士，乾道二年二月，真除秘書省正字。乾道五年五月為秘書省著作佐郎，十月用為起居舍人，十一月因“身居出納言責之地，朋比相通”，被罷歸。乾道七年，任衢州刺史，淳熙三年（1177年）知贛州，“治以嚴刻為能，近于酷吏”，仅百日即罢去。不详所终。與子施宿及顧禧合著有《注东坡先生诗》，南宋乾道壬辰（1172年）刊刻，註釋詳盡，版刻優美，史稱《施顧注東坡先生詩》。